# Anybots
Anybots Inc. — робототехническая компания, основанная Тревором Блэквеллом в 2001 году. Штаб-квартира компании расположена в Маунтин-Вью, Калифорния, США.

## Деятельность

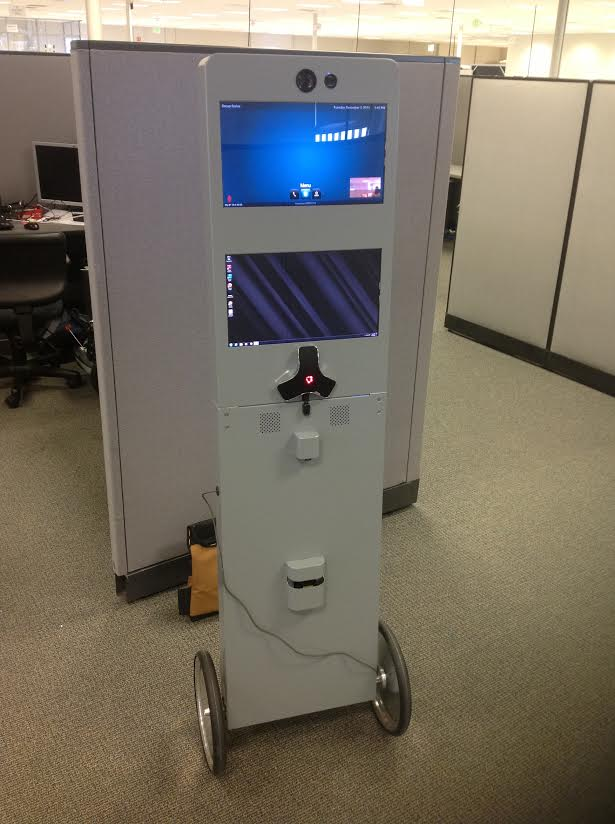
QX Dual Screen

### QA
QA — универсальное устройство телеприсутствия, управляемое человеком, с наличием некоторого количества автономных функций.
QA впервые был представлен в 2009 году на Международной потребительской выставке электроники.
Устройство выполнено в виде двухколёсного механизма (как Segway), имеет 5-мегапиксельную камеру, лазерную указку (зелёный луч, 10 милливатт) и может произносить фразы. Связь с роботом происходит по технологии WiFi.
Запуск робота в серийное производство планируется в конце 2009 года при планируемой розничной цене продажи 30 000 долларов США.

### Dexter
Dexter (Декстер) — исследовательский проект по созданию двуногого гуманоидного робота.
Он может ходить и прыгать отрываясь от пола на доли секунды.
Технология приводов его суставов имитирует сухожилия человека.
Важной особенностью этого робота, по утверждению инженеров, является то, что он может сам учиться на своих ошибках, например, этот робот сам учился ходить. По словам Тревора Блэквелла: «Когда мы начинали работу над Дэкстером, у нас было лишь общее представление о том, как он должен двигаться. Когда Дэкстер попытался сделать шаг — он просто сразу упал. Сто раз в секунду мы регистрировали двести видов различных данных: расположение суставов, силы воздействия на ноги, а также эквивалент того, что определяет среднее ухо — отклонение тела».

### Monty
Monty — прототип универсального устройства телеприсутствия, управляемого человеком, с наличием некоторого количества автономных функций. Он обладает 18 степенями свободы и может управляться через специальный костюм и/или перчатку.